# جایزه ادبی پروین اعتصامی
جایزه ادبی پروین اعتصامی، جایزه‌ای است ادبی که به صورت دو سالانه به آثار انتشار یافته در زمینه ادبیات داستانی به زبان فارسی در ایران توسط خانه کتاب ایران که نهادی مستقل، غیردولتی و غیرانتفاعی است، اعطا می‌شود.
این جایزه با هدف بزرگداشت مقام و شخصیت شاعر نامدار ایران پروین اعتصامی، رشد و اعتلای خلاقیت‌ها و آفرینش‌های ادبی بانوان، ترویج و تقویت زبان فارسی در خارج از کشور، ایجاد پیوند بین ادبیات ملل به ویژه در حوزه جهان اسلام، معرفی چهره‌های شاخص زنان ادیب و پژوهنده و تقدیر از زنان در عرصه زبان و ادب فارسی همه ساله در سالروز تولد پروین اعتصامی برگزار می‌شود.
این جایزه در سال ۱۳۸۳ آغاز به کار کرد. طی چهار دوره (از دور دوم تا پنجم) هزار و ۱۶۰ سکه بهار آزادی اهدا شده‌است.
مراسم نخستین دورهٔ جایزه ادبی پروین اعتصامی ۱۵ مرداد ماه همان سال، برگزار شد.
در این دوره آثاری که برای نخستین‌بار در سال ۱۳۸۱ در دو ردهٔ سنی بزرگسال و کودک و نوجوان توسط نویسندگان زن به چاپ رسیده بود مورد ارزیابی قرارگرفت که از میان آن آثار از ۶ اثر برگزیده در ردهٔ سنی بزرگسال و ۹ اثر برگزیده در ردهٔ سنی کودک و نوجوان تقدیر شد.
دومین دوره این جایزه ادبی، ۱۵ اسفندماه سال ۱۳۸۵ همزمان با یکصدمین سال تولد بانو پروین اعتصامی برگزار شد.
در این دوره نیز آثاری مورد ارزیابی قرارگرفت که برای نخستین‌بار در سال‌های ۱۳۸۲ و ۱۳۸۳ به طبع رسیده بود.
از میان این آثار ۴ اثر در ردهٔ سنی بزرگسال و ۶ اثر در ردهٔ سنی کودک و نوجوان برگزیده اعلام شد.
سومین دوره این جایزه در اسفندماه ۱۳۸۷ در تالار وحدت برگزار شد.

## سومین دوره[۶]

### شعر
- برگزیده شعر کلاسیک (تألیف): «پیانو» سروده مریم جعفری آذرمانی

### پایان‌نامه‌های ادبی
- برگزیده پایان‌نامه‌های ادبی: «مدرنیسم و پسامدرنیسم در ادبیات داستانی معاصر فارسی» اثر منصوره تدینی
- برگزیده داستان بلند، کتاب «فصل آخر» نوشته گیتا گرکانی

## چهارمین دوره

### شعر
- شعر سنتی (تألیف): «حالا تو» سروده فریبا یوسفی و «شاید مرا دوباره به خاطر بیاوری» سروده مژگان عباسلو
- شعر نو (تألیف): «سیب حوا» سروده سودابه امینی و «خاطرات بی‌تأویل» سروده شراره کامرانی
- شعر (ترجمه): «در آیینه رود» تألیف محمد رضا شفیعی کدکنی با ترجمه پری آزرم معتمدی

### ادبیات داستانی
عشق آبی تألیف مریم مقامی

### ادبیات پژوهشی
- نقد و پژوهش ادبی (تألیف): «دستنامه سعدی» تألیف زهره زرشناس
- نقد و پژوهش ادبی (ترجمه): «تخیل مکالمه‌ای (جستارهایی دربارهٔ رمان)» تألیف میخاییل باختین ترجمه رؤیا پورآذر
- پایان‌نامه: «تحلیل و مقایسه اشعار برجسته عاشورایی فارسی و عربی» نرگس انصاری

### ادبیات کودک و نوجوان
- شعر کودک (تألیف): «سفید سیاه راه راه» سروده شکوه قاسم‌نیا/ «مجموعه نی نی» سروده بنفشه رسولیان بروجنی/ «گنجشک پر… جوراب پر» سروده مریم هاشم‌پور
- شعر نوجوان (تألیف): «من آدم آهنی شدم» تألیف کبری بابایی / «برسد به دست تو ای پادشاه جهان» سروده مهدیه نظری
- داستان کودک (تألیف): «خانم غوله به عروسی می‌رود» سروده سرور کتبی/ «خداحافظ راکون پیر» اثر تألیفی کلر ژوبرت
- داستان کودک (ترجمه): «زرد و صورتی» تألیف ویلیام استیگ به ترجمه کلر ژوبرت/ «ماجراهای پیازچه» تألیف جانی روداری به ترجمه مرضیه شجاعی دیندارلو
- داستان نوجوان (تألیف): «طعم تلخ خرما» تألیف مهناز فتاحی
- داستان نوجوان (ترجمه): «چشم بهشتی» تألیف دیوید آلموند به ترجمه نسرین وکیلی/ «مجموعه بال (بال آفتابی، بال آتشین و بال نقره‌ای)» تألیف کنت اپل به ترجمه ملیحه محمدی[۷]

## پنجمین دوره

### شعر
- تألیف: در این حوزه دو اثر به‌طور مشترک برگزیده شد:

جمهوری غزل، سروده سیده فاطمه موسوی، انتشارات فصل پنجم.
آتش‌نوشته‌های مدادشمعی، سروده راحله معماریان، انتشارات دفتر شعر جوان.

### ادبیات داستانی
- تألیف: شهریور هزار و سیصد و نمی‌دانم چند، طلا نژادحسن، انتشارات قطره.
- ترجمه: رؤیای مادرم، تألیف آلیس مونرو با ترجمه ترانه علیدوستی، نشر مرکز.

### ادبیات نمایشی
- تألیف: دختران باغ‌های قالی، تألیف هنگامه مفید، نشر نمایش.
- ترجمه: فردریک یا تئاتر بولوار، تألیف اریک امانوئل اشمیت با ترجمه شهلا حائری، نشر قطره.

### ادبیات پژوهشی
- تألیف: نظریه و نقد پسااستعماری، تألیف آزاده شاهمیری، نشر علم.
- تصحیح: محک خسروی، تألیف میرزا خسرو بیگ گرجی، تصحیح فائزه زهرا میرزا، انتشارات میراث مکتوب.
- پایان‌نامه: تحلیل ادبی نگاره‌های شاهنامه، تألیف فاطمه ماه وان، دانشگاه فردوسی مشهد.

### شعر کودک
- تألیف: در این حوزه دو اثر به‌طور مشترک شایسته تقدیر شد:

فقط یک بستنی قیفی، سروده الهام حسینی‌زاوه، انتشارات آستان قدس رضوی (به‌نشر).
میو میو تشکر، سروده مریم هاشم‌پور، انتشارات کانون پرورش فکری کودکان و نوجوانان.

### شعر نوجوان
- تألیف: در این حوزه دو اثر به‌طور مشترک شایسته تقدیر شد:

دفتر گل باز شد، سروده مریم زندی، انتشارات فصل پنجم.
برو جلو بوق نزن، سروده فاطمه کاوندی، انتشارات چاپ و نشر نظر.

### داستان کودک
- تألیف: مجموعه کتاب‌های نارنجی (۵۲ قصه برای ۵۲ هفته سال)، فریبا کلهر، فروزنده خداجو و سرور کتبی، انتشارات قدیانی.

### داستان نوجوان
- تألیف: بازگشت هرداد، تألیف فریبا کلهر، انتشارات کانون پرورش فکری کودکان و نوجوانان.

### داستان ترجمه کودک و نوجوان
سیاه قلب، تألیف کورنلیا فونکه با ترجمه کتایون سلطانی، نشر افق.

## ششمین دوره[۹]
هیئت علمی این دوره جایزه ادبی پروین اعتصامی، راضیه تجار،‌ حسن دولت‌آبادی، منیره احمدسلطان، سوسن طاقدیس، سیدمحمدرضا واحدی و حجت‌الاسلام محمدعلی مهدوی راد بودند. وزیر فرهنگ و ارشاد اسلامی،‌ نماینده فرهنگستان زبان و ادب فارسی و چهار عضو شورای عالی انقلاب فرهنگی نیز به عنوان اعضای هیئت امنای این جایزه حضور داشتند. دبیر اجرایی ششمین دوره جایزه پروین نیز مهدی قزلی بود. 
برگزیدگان در ۲۶م خرداد ماه ۱۳۹۴ در مراسم پایانی که در پژوهشکده فرهنگ، هنر و معماری برگزار شد معرفی شدند.

### داستان بزرگسال
- «هزارگره» اثر مریم فردوسی به عنوان اثر شایسته تقدیر شناخته شد.
- نامزدهای این بخش: «به های های خندیدن» اثر مرجان فولادوند، نشر قطره؛ «روز حلزون» نوشته زهرا عبدی، نشر گیسا؛ «عطر خسته بنفشه» اثر آرزو خمسه کجوری، انتشارات کتاب نیستان؛ «ماه گرفته‌ها» اثر شرمین نادری، نشر آمه؛ «هزارگره» اثر مریم فردوسی، انتشارات کتاب نیستان.
- داوران این بخش: ابراهیم زاهدی مطلق، بلقیس سلیمانی و خسرو باباخانی.

### شعر بزرگسال
- دو‌ اثر «جاری‌تر از ونیز» پونه نیکویی و «سکوت گفتنی» سودابه مهیجی از سوی هیات داوران شایسته تقدیر شناخته شدند.
- نامزدهای این بخش: «جاری‌تر از ونیز» پونه نیکویی، نشر هزاره ققنوس؛ «سکوت گفتنی» سودابه مهیجی، نشر سوره مهر؛ « کفش‌های سفید می‌پوشم» شیما شاهسواران احمدی، نشر فصل پنجم؛ «گنجشک بدون آسمان می‌میرد» لیلا بنی تمیم، نشر هزاره ققنوس؛ «لیلی خانه‌دار» مریم رزاقی، نشر سوره مهر.
- ‌داوران این بخش: قربان ولیئی، فریبا یوسفی و بهروز جلالی.

### کودک و نوجوان
- ‌هیات داوران اثری را شایسته دریافت جایزه ندانست. بر این اساس در گروه داستان، «بهتر از شکلات مجانی» سودابه فرضی‌پور و «من و عجیب و غریب» فروزنده خداجو شایسته تقدیر دانسته شدند و در گروه شعر نیز «هم روزنامه هم کلوچه» مریم هاشم‌پور شایسته تقدیر لقب گرفت.
- نامزدهای داستان کودک و نوجوان: «بهتر از شکلات مجانی» سودابه فرضی‌پور، انتشارات امیرکبیر؛ «سیاه کوچولو سفید کوچولو» حمیده زاهد شکرآبی، کانون پرورش فکری کودکان و نوجوانان؛ «قصه‌های غار» مرجان کشاورزی‌آزاد، نشر شباویز؛ «ماهی‌گیر و بهار» مژگان کلهر، کانون پرورش فکری کودکان و نوجوانان؛ «من و عجیب و غریب» فروزنده خداجو، کانون پرورش فکری کودکان و نوجوانان؛
- نامزدهای شعر کودک و نوجوان: «تموم دنیا لالا» شکوه قاسم‌نیا، انتشارات امیرکبیر؛ «جنگ دختر دستکش‌پوش با سرما» زیتا ملکی، نشر قطره؛ «صبح یک روز اردیبهشتی» اکرم کشایی، کانون پرورش فکری کودکان و نوجوانان؛ «کفشی به رنگ دریا» منیره هاشمی، کانون پرورش فکری کودکان و نوجوانان؛ «هم روزنامه هم کلوچه» مریم هاشم‌پور، انتشارات امیرکبیر.
- داوران بخش کتاب کودک و نوجوان: جواد محقق، زهره پری‌رخ و محمدحسن حسینی.

### ترجمه
- دو اثر «قطار شبانه لیسبون» از مهشید میرمعزی و «وداع با ملکه» از سعیده بوغیری مشترکا برگزیده شدند.
- نامزدهای این بخش: «رادیو گلف» ترجمه شمیم هدایتی، نشر نیلا؛ «بچه‌های فلسطین» ترجمه فاطمه باغستانی انتشارات روایت فتح؛ «خدمتکارها» ترجمه نسترن ظهیری، نشر ققنوس؛ «قطار شبانه لیسبون» ترجمه مهشید میرمعزی، نشر افق؛ «وداع با ملکه» ترجمه سعیده بوغیری، نشر البرز.
- داوران این بخش: نجمه شبیری، عباس پژمان و احسان عباسلو.

### پژوهش
- دو اثر برگزیده‌ی مشترک شدند؛ «حرکت تئاتر به سمت شعر‌» اثر طلایه رویایی‌ و «کارکرد ابهام در فرایند خوانش متن» اثر فروغ صهبا.
- نامزدهای این بخش: «حرکت تئاتر به سمت شعر‌» طلایه رویایی‌، نشر قطره؛ «سبک شناسی انتقادی‌» مریم دُرپر، نشر علم؛ «شاهنامه فردوسی» (تصیح و توضیح) مهری بهفر‌، نشر علم؛ «کارکرد ابهام در فرایند خوانش متن» فروغ صهبا،‌ نشر آگه؛ «ملاصدرا و سهرودی‌» سیما سادات نوربخش،‌ نشر هرمس.
- داوران این بخش: اسماعیل امینی،‌ بهمن ساکی و مریم جلالی.

### نمایشنامه
- «اینگرید برگمن با بوی قورمه سبزی» نوشته هاله مشتاقی نیا شایسته تقدیر شناخته شد.
- نامزدهای این بخش: «نیلوفر مرداب» نوشته ترانه برومند، «روی زمین» نوشته افروز فروزند، «توهم سرخ» نوشته سلما رفیعی، «خرمگس و یک نمایشنامه دیگر» نوشته صحرا رمضانیان و، «اینگرید برگمن با بوی قورمه سبزی» نوشته هاله مشتاقی نیا نامزدهای راه یافته در بخش نمایشنامه ششمین جایزه ادبی پروین بودند.

## هفتمین دوره[۱۰]
جایزه ادبی دوسالانه پروین اعتصامی در هفتمین دوره خود در هر کدام از شش رشته، پنج نفر را نامزد و در نهایت هشت نفر برگزیده در این رشته ها را منتخب شناخت.

### ادبیات بزرگسال
در حوزه شعر بزرگسال کتاب «دایره» اثر مریم جعفری آذرمانی ودر حوزه شعر کودک «کتاب پرنده باران» از مهدیه نظری از الهام فلاح علاوه بر لوح تقدیر، نشان جایزه پروین  ۸ سکه طلا را برنده شدند.
در حوزه داستان بزرگسال کتاب «خون مردگی» برنده شد

### ترجمه
در حوزه ترجمه دو کتاب «فرهنگ فشرده لغات چینی به انگلیسی» از ریحانه وادی دار و «ذهن من» از آتینا محمدی شایسته تقدیر شناخته شده که هر کدام لوح تقدیر، نشان جایزه پروین و ۴ سکه بهار آزادی  دریافت کردند.

### ادبیات نمایشی
در رشته ادبیات نمایشی دو اثر «تاج‌ماه» از فریده فرجام و «مرده ریگ» از تهمینه محمدی هر کدام ۴ سکه طلا به همراه لوح تقدیر و نشان جایزه را دریافت کردند.

### پژوهش و نقد ادبی
در رشته پژوهش و نقد ادبی از میان پنج نامزد انتخاب شده توسط هیات داوران جشنواره، کتاب تاریخ شعر زنان از آغاز تا سده هشتم هجری نوشته رقیه کراچی برگزیده شناخته و لوح تقدیر، تندیس جایزه پروین و ۱۲ سکه تمام بهار را از آن خود کرد.

### ادبیات کودک
- «آب و تاب» سروده سعیده موسوی زاده

## هشتمین دوره

### پژوهش‌های ادبی
هیات داوران این بخش، متشکل از دکتر محمدسرور مولایی، دکتر آرزو رسولی و دکتر میلاد عظیمی، دو اثر را  به صورت مشترک برگزیده دانست:
- ادبیات بینافرهنگی نویسندگان برون‌تبار در آلمان، نرجس خدایی، انتشارات علمی و فرهنگی
- مکتب‌های ادبی جهان، مریم حسینی، انتشارات فاطمی[۱۲]

### شعر[۱۱]
هیات داوران این بخش، متشکل از دکتر اسمعیل امینی، دکتر مهرنوش قربانعلی و دکتر لیلا کردبچه، دو اثر را شایسته تقدیر دانست:
- «اگر تو بودی امروز شنبه بود» به قلم  فریبا شادلو از نشر چشمه
- «لیلی آذر» به قلم اعظم سعادتمند از انتشارات شهرستان ادب

### ادبیات نمایشی[۱۱]
هیات داوران این بخش، متشکل از صدرالدین زاهد، فواد نظیری و شهرام کرمی، یک اثر را شایسته تقدیر دانست:
- «دور از دسترس اطفال نگهداری شود» نوشته فرشته فرشاد از نشر آواژ

### ادبیات داستانی[۱۱]
هیات داوران این بخش، متشکل از منیژه آرمین، ابراهیم زاهدی مطلق و دکتر مریم برادران، یک اثر را شایسته تقدیر دانست:
- « بگذار تروا بسوزد» نوشته آناهیتا آروان از انتشارات علمی و فرهنگی

### ادبیات کودک[۱۱]
هیات داوران این بخش، متشکل از جواد محقق ، سوسن طاقدیس و کمال شفیعی ، دو اثر را شایسته تقدیر دانست:
- «خداحافظی در خیابان پاییز»  به قلم  مریم اسلامی از کانون پرورش فکری کودکان و نوجوانان
- « شاخ دماغی‌ها» نوشته سیده عذرا موسوی از انتشارات شهرستان ادب